# 夏井川橋
夏井川橋（なついがわばし）は、福島県を流れる二級河川夏井川に架かる道路橋である。同名の橋梁が複数存在する。鉄道橋梁としてはJR常磐線・磐越東線夏井川橋梁がいわき市内にそれぞれ存在する。当頁では類似名称である常磐夏井川橋についても述べる。

## 磐越自動車道
北緯37度14分13.7秒 東経140度40分39.7秒

### 概要
上り線
- 全長：135.3 m
  - 主径間：73.1 m
- 幅員：9.0 m
- 形式：2径間鋼連続箱桁橋
- 竣工：1993年
- 施工：酒井鉄工所[1]

下り線
- 全長：136.2 m
  - 主径間：76.4 m
- 幅員：9.0 m
- 形式：2径間連続鋼細幅箱桁橋
- 竣工：2006年
- 施工：住友金属工業[2]

いずれも渡河部。東日本高速道路の資料では橋長はいずれも190.0 m。
磐越自動車道差塩パーキングエリア - 小野インターチェンジ間にあり、田村郡小野町南東部にて夏井川とその西岸に並走する町道を渡る。東詰は夏井字橋本、西詰は南田原井北ノ内に位置する。1995年8月2日のいわきジャンクション - 郡山ジャンクション間の開通に伴い現在の上り線が上下対面交通の暫定2車線で供用が開始され、2008年11月30日の差塩パーキングエリア - 小野インターチェンジ間の4車線化に伴い新たに下り線の供用が開始された。

## 国道6号
北緯37度3分41.7秒 東経140度56分26.4秒

### 概要
- 全長：328.4 m
  - 主径間：46.6 m
- 幅員：23.3 m
- 形式：4径間鋼連続鈑桁橋
- 竣工：1994年
- 施工：東京鐵骨橋梁・横河ブリッジ[4]

いわき市平市街地東部にある常磐バイパスの橋梁であり、南詰は平山崎字金沢、北詰は平下神谷字川前に位置する。北側で国道399号（旧国道6号本線）と常磐バイパスとの立体交差分岐点があり、神谷跨道橋（本線）、神谷さざ波橋（Aランプ）、天神ひばり橋（Bランプ）が接続する。橋上は片側2車線で供用されている。1996年8月2日の常磐バイパス終点側一部開通に伴い供用が開始された。

## 常磐自動車道
E6
北緯37度5分46.9秒 東経140度51分38.5秒

### 概要
- 全長：444.0 m
- 幅員：9.3 m
- 竣工：1998年[3]

常磐自動車道いわき中央インターチェンジ - 四倉パーキングエリア間にあり、いわき市平地区北部にて夏井川とその西岸に並走するJR磐越東線、福島県道248号小川赤井平線を渡る。先行する磐越自動車道夏井川橋と区別するため、常磐夏井川橋と命名されている。西詰は平赤井字諏訪原、東詰は平中平窪字竹ノ下に位置する。1999年3月25日のいわき中央インターチェンジ - いわき四倉インターチェンジ間の延伸開業に伴い供用が開始された。橋上は上下対面交通の暫定2車線で供用されており、2021年3月30日に下り線が供用され4車線化された。